# Nokia PC Suite
Nokia PC Suite foi um pacote de software usado para estabelecer uma interface entre os dispositivos Nokia e computadores que operam com o sistema operacional da Microsoft Windows. Podia ser usado para transferir músicas, fotografias e aplicações. Também podia ser usado para enviar SMS e fazia uso de um modem presente no celular para conectar o computador a Internet. O telefone celular podia ser conectado via USB, Bluetooth, ou infravermelho. A suite do Nokia PC Suite é um software proprietário e é requerido para acessar certos aspectos da Nokia handsets.

## Aplicativos incluídos
- Os aplicativos incluídos a seguir estão presentes na versão mais recente do Nokia PC Suite:
  - Nokia Content Copier
  - Nokia PC Sync
  - Nokia Application Installer
  - Nokia Communication Centre
  - Nokia Phone Browser
  - One Touch Acess
  - Nokia Video Manager
  - Nokia Imagem Store
  - Nokia Ovi Player (Requer download separado)
  - Nokia Map Loader (Requer download separado)
  - Nokia Software Updater (Requer download separado)

### Nokia Application Installer
- v3.0

Aplicativo essencial para usuários que se aventuram em instalar aplicativos em celulares, sendo esses Java ou Symbian.Corrida do terror

### Nokia Communication Centre
- v2.0

Em apenas um aplicativo a Nokia revolucionou, juntou 3 ferramentas em 1, possibilitando a manipulação de contatos, calendário e mensagens do celular em um só lugar.

### Nokia Content Copier
- v4.0

Um ferramenta essencial para todo usuário, facilitando fazer backup e restauração de todos os arquivos presentes em um determinado aparelho celular compatível para o computador, podendo ser restaurados quando necessário.

### Nokia Imagem Store
- v1.0

Nesta ferramenta é possível a transferência de imagens do telefone celular para o PC.

### Nokia Map Loader
O Nokia PC Suite não pode adicionar ou atualizar mapas e vozes usando o aplicativo Nokia Mapas. Esta aplicação requer um programa separado (Carregador de Mapas da Nokia) que só trabalha em sistema da Microsoft Windows instalada. Contudo, existe um caminho para carregar mapas para o Nokia Mapas sem o uso do Carregador de Mapas da Nokia, usando qualquer browser em qualquer sistema operacional.

### Nokia PC Sync
- v2.0

Ferramenta com funcionalidade de poder se conectar a um telefone celular compatível para usar o calendário, notas, possibilidade de fazer artigos, e-mails, marcadores de página e de arquivos  com um programa determinado presente no PC:
- Microsoft Outlook 2000, 2002, 2003, e 2007
- Microsoft Outlook Express / Agenda do Windows
- Calendário e Contatos do Microsoft Windows
- Lotus Notes 5.x, 6.x, 7.0 e 8.x
- Lotus Organizer 5.x e 6.x

PC Sync 7.0.9.2 encerra um bug principal que trunca endereços de rua que foram editados no PC quando forem sincronizados voltam para o telefone de forma errada. Deste modo era possível perder partes extensas das informações do endereço dos contatos. [carece de fontes?]

### Nokia Phone Browser
O aplicativo se integra ao windows explorer para o gerenciamento total de arquivos, mas não substitui o windows explorer próprio do windows.

### Nokia Ovi Player
- v2.1.11020

Apesar de seu ícone estar presente na interface da suite, o aplicativo precisa ser baixado separadamente no site da Nokia, sendo que ele substitui o antigo Nokia Music presente nas versões anteriores a 7.0.

### Nokia Video Manager
- v1.8

Com ela é possível copiar e transferir vídeos do celular para o PC, permitindo ainda, a transferência de vídeos do PC para o celular graças ao conversor incluído na ferramenta que ajuda em uma melhor qualidade de apresentação na tela do celular.

### Nokia Software Updater
- v3.0.495

Seguindo a mesma situação do Nokia Ovi Player sendo necessária sua instalação a parte, é uma ferramenta que notifica quando um novo software do modelo do telefone (firmware) e atualizações estiverem disponíveis para o mesmo.

### One Touch Acess
Ferramenta destinada a ser usada para fazer do aparelho celular um modem externo para a recepção de dados, sendo assim possível a conexão a Internet.

## Limitações
A Funcionalidade de backup usam formato de arquivo binário proprietário (.nbu), que só pode ser usado para restabelecer o funcionamento do telefone. Isto significa que os dados só podem ser acessados fazendo a conexão e o funcionamento do telefone. 

## Melhoramentos no Nokia PC Suite
- v7.1.62.1
  - Não especificado pelo desenvolvedor.

## Requisitos do Sistema
- Espaço disponível em disco: 290 MB (arquivo com tamanho aprox. de 32 MB).
  - Sistemas operacionais suportados:
- Windows 7 (Edições x32 e x64)
- Windows Vista (Edições x32 e x64)
- Windows XP Professional (Edição x64) (Service Pack 1)
- Windows XP (Edição Professional ou Home) (Service Pack 2 ou superior)
  - Métodos de conexão:
- Cabo USB, infravermelho (IrDA) ou Bluetooth.
  - Stacks Bluetooth suportados / software:
  - Windows 7 (Edições x32 e x64):
- Stack Bluetooth Microsoft Windows
- Stack Bluetooth WIDCOMM, versão de driver 6.x
- Stack Bluetooth Toshiba, versão de driver 5.10.12
- Stack Bluetooth IVT BlueSoleil, versão de driver 5.0.5
  - Windows Vista (Edições x32 e x64):
- Stack Bluetooth Microsoft Windows
- Stack Bluetooth WIDCOMM, versão de driver 6.x
- Stack Bluetooth Toshiba, versão de driver 5.10.12
- Stack Bluetooth IVT BlueSoleil, versão de driver 5.0.5
  - Windows XP (Edição x64):
- Stack Bluetooth Microsoft Windows
- Stack Bluetooth Toshiba, versão de driver 5.10.12
- Stack Bluetooth IVT BlueSoleil, versão de driver 5.0.5
  - Windows XP:
- Stack Bluetooth Toshiba, versão de driver 4.0, 5.0 e 5.10.12
- Stack Bluetooth WIDCOMM, versão de driver 1.4.2.18, 3.x, 4.x e 5.0
- Stack Bluetooth IVT BlueSoleil, versão de driver 3.x, 5.0.5